# 苏州河梦清园环保主题公园
上海苏州河梦清园环保主题公园是普及环境保护知识、展示苏州河综合治理成就的主题公园，位于上海市普陀区宜昌路130号，苏州河南岸、宜昌路以西、江宁路桥东侧，占地面积8.6公顷，包含原上海啤酒厂。2005年6月建成并开放。

## 上海啤酒厂旧址
上海啤酒厂建于1933-1934年，1935年建成投产。建筑由邬达克设计，利源和营造厂承建，总建筑面积约32700平方米。1958年進行大規模改造。1999年，啤酒厂办公楼、灌装车间、酿造车间被列入第三批上海市优秀历史建筑。
2002年初，上海啤酒厂搬迁，厂址及周边地块用于建造生态绿地。一度计划拆除厂区内所有建筑，尔后办公楼、灌装车间、酿造车间得以保留。现在成为梦清园的一部分。
2011年，入选上海市普陀区文物保护单位。

### 原灌装车间（梦清馆）
梦清馆又稱苏州河展示中心，位于公园临宜昌路一侧，於2005年6月建成开馆。2008年3月，上海市科委、上海市城投总公司共同投资790万进行提升改建。該館是展示苏州河综合治理成就的室内场所，改建自原啤酒厂灌装车间，建筑面积6500平方米，为五层（局部四层）钢混结构建筑。其中展区面积3200平方米，共三部分，每层楼一个主题，分别是：印象苏州河、污染沉重的代价和未来苏州河。

### 原酿造车间
原啤酒厂酿造车间位于公园临苏州河一侧，为钢混框架结构建筑。原建筑高九层（局部五层），2002年，原9层酿造车间被拆除4层。此時上海市规划局叫停拆除工程，酿造车间保留残余部分。现为一号码头酒店。

## 其他设施
梦清园内设有人工湿地。来自苏州河的水经由瀑布增氧，湿地净化，瀑布增氧，再流回苏州河，起到净化苏州河的作用。园内地下6米处有一座容积25000m³的调蓄池，可以在降雨时收集初期雨水等面源污染，保护苏州河水体，未来苏州河深隧建成后深隧主线雨水将自此输送至竹园污水处理厂处理。

## 参观信息
- 开放时间：双休日9:15~16:15：周二、三接受预约参观
- 公共交通：轨道交通3、4号线中潭路站